# Земля ладану
Земля ладану — територія в Омані, що розташована на шляху пахощів.
Дерева ладану в оазі Ваді-Дауках і залишки оази Шист-Вубар, через яку проходив караванний шлях, а також порти Хор-Рорі та Аль-Балід, наочно демонструють, як відбувалася торгівля ладаном, що процвітала в цьому регіоні багато століть. Ладан був одним з найважливіших товарів у стародавньому та середньовічному світі.